# Yvonne de Ligne

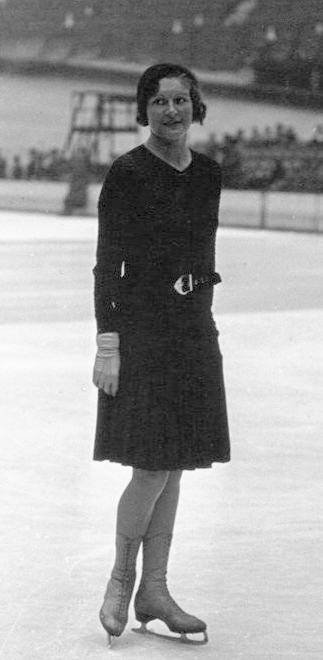
Yvonne de Ligne, 1932.

Yvonne de Ligne, född 18 maj 1902 i Bryssel och död 1952, var en belgisk vinteridrottare som var aktiv inom konståkning under 1920- och 1930-talen. Hon medverkade vid två olympiska spel, i Lake Placid 1932 placerade hon sig på 6:e plats och i Garmisch-Partenkirchen 1936 placerade hon sig på 18:e plats. Efter sin karriär, under andra världskriget, var hon med och mördade sin man. Hon fick femton års fängelse, men släpptes efter sex år på grund av att hon led av tuberkulos.